# Orompoto
Orompoto (également orthographié Oronpoto) est la seule et unique alaafin de l'empire Yoruba d'Oyo,. L'alaafin est l'impératrice de l'empire  médiéval d'Oyo situé dans ce qui est aujourd'hui l'ouest et le centre-nord du Nigeria,,,. Elle règne sur l'empire au XVIe siècle de 1554 à 1562.

## Histoire
Orompoto est la sœur de son prédécesseur, Eguguojo (en). Elle est la première femme qui devient « roi » des Oyo à l'époque impériale, et la première femme depuis le souverain pré-impérial Yeyeori. Orompoto monte sur le trône parce qu'il n'y avait pas de successeur masculin dans sa famille à l'époque. Elle contribue, pendant son règne, à chasser les Nupes d'Oyo en 1555,.
Orompoto est le deuxième monarque d'Oyo à régner dans la nouvelle capitale d'Igboho. Selon certaines traditions orales, elle se serait  miraculeusement transformée en homme avant de monter sur le trône.
Les chevaux sont très importants pour elle lors des batailles militaires, car elle est elle-même très habile à cheval. C'est pourquoi elle crée un ordre spécialisé d'officiers de cavalerie au sein de son armée qui étaient soumis à l'Eso Ikoyi. Première du genre, la cavalerie devient très rapidement une force avec laquelle il faut compter dans les différentes guerres avec les ennemis d'Oyo. Considérée elle-même comme une farouche guerrière, elle se serait distinguée à la bataille d'Illayi en y combattant ses ennemis,. Lors de cette bataille, elle perd trois chefs de guerre en succession rapide, des détenteurs de titres connus sous le nom de « gbonkas » à Oyo. Le troisième d'entre eux serait tombé avec un visage figé dans un rictus déconcertant. Les ennemis pensent alors qu'il était encore en vie et qu'il fait un geste moqueur, et ils sont accablés par ce qu'ils considèrent comme leur incapacité à battre les gbonkas d'Oyo. Ils abandonnent le champ de bataille et les Oyo revendiquent ensuite la victoire.
À sa mort, elle est remplacée par Ajiboyede (en).